# Stachys affinis
Stachys affinis Bunge, comunemente nota come tuberina, è una è una pianta appartenente alla famiglia delle Lamiaceae, originaria della Cina. Il suo rizoma può essere consumato crudo, in salamoia, essiccato o cotto.

## Descrizione

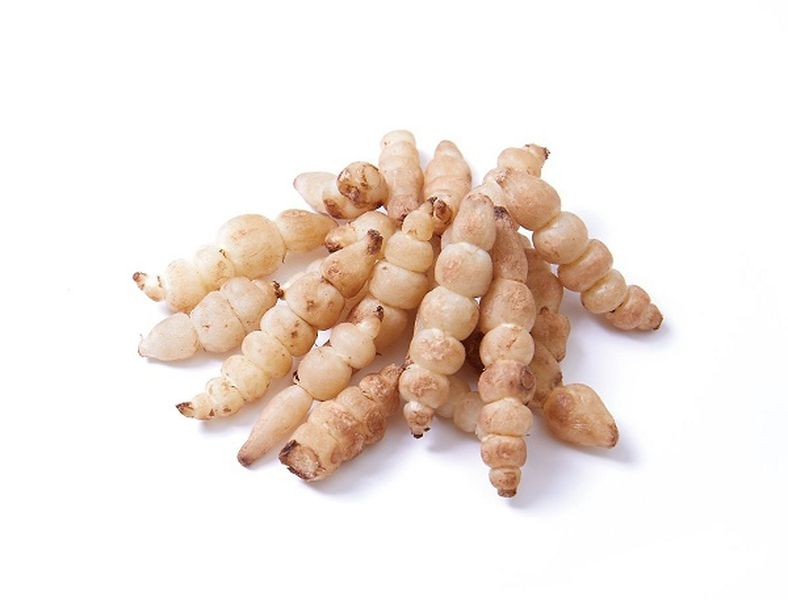
Rizomi di tuberina

S. affinis è una pianta erbacea perenne con fiori dal rosso al viola e raggiunge un'altezza tra 30 e 120 cm. Le foglie verdi sono disposte in maniera alternata sul fusto. Le foglie ruvide, simili a quelle dell'ortica, possono essere di forma ovato-cordata o ovato-oblunga. Il picciolo fogliare ha una lunghezza di 1–2 cm e si accorcia verso l'apice dello stelo. Similmente alla patata, la tuberina produce rizomi che sono lunghi circa 8 cm e spessi 2 cm. Con la crescita primaria midollare, i rizomi si ispessiscono principalmente sugli internodi e meno sui nodi . In questo modo si formano tuberi che presentano strizioni ad intervalli irregolari, che di solito sono assottigliati su entrambe le estremità. I tuberi sono ricoperti da una sottile buccia di colore dal beige chiaro all'avorio. La polpa sottostante è bianca e tenera.
I vacuoli nei tuberi di S. affinis sono ricchi di stachiosio. Lo stachiosio è un tetrasaccaride, costituito da galattosio, glucosio e fruttosio. Si stima che lo stachiosio sia pari a circa 230 mg/kg nei tuberi secchi.

## Origine e storia
S. affinis è originaria della Cina centrale e settentrionale. Era già coltivata in Cina nel XIII secolo.
Prima che la tuberina fosse introdotta in Europa, una coltura simile denominata S. palustris veniva raccolta in natura per essere consumata come verdura. Successivamente i popoli germanici utilizzarono la S. recta, che appartiene allo stesso genere della tuberina, come pianta medicinale. La pianta venne poi coltivata dal XVIII secolo in poi. Nel 1882 la coltura fu coltivata per la prima volta in una fattoria a Crosne. S. affinis è l'unica labiata coltivata come ortaggio in Europa. All'inizio del XX secolo la S. affinis divenne sempre più popolare finché negli anni '70 fu nuovamente abbandonata a causa di problemi virali e della forte tendenza della pianta alla propagazione. Dal 1990 in poi c'è stata una nuova ripresa della coltivazione ed è ora disponibile in alcuni mercati e negozi di alimentari. Oggi la pianta è classificata come pianta invasiva in Europa.

## Coltivazione
S. affinis viene piantato come bulbo (vegetativo) in primavera (marzo-maggio). Più bulbi vengono piantati a una profondità di 5–8 cm in una buca di 30 cm per 30 cm. La pianta può raggiungere un'altezza di 30 cm. Il diserbo è necessario ma è importante non danneggiare l'apparato radicale. Durante l'estate è importante un'irrigazione sufficiente.
La raccolta va da novembre a marzo. È importante che il terreno non sia gelato durante la raccolta.
La conservazione dei tuberi di S. affinis è difficile. A causa della loro buccia sottile si conservano solo per pochi giorni, circa una settimana in frigorifero. Un'alternativa può essere una raccolta continua da terreni sabbiosi e umidi, in modo che i tuberi rimangano freschi per diversi mesi.

## Usi
I tuberi hanno una consistenza croccante e un sapore dolce e particolare. Possono essere consumati crudi, in salamoia, essiccati o cotti. Una vasta gamma di usi diversi di questo ortaggio sono parte della cucina di molti paesi. Si possono preparare in modo simile ai topinambur. Le foglie possono essere essiccate e trasformate in un infuso.
Nella cucina cinese e giapponese, la tuberina viene principalmente messa in salamoia. In particolare, il suo tubero fa parte dell'osechi, cucinato per celebrare il capodanno giapponese. Tinto di rosso dalle foglie di Perilla (shiso rosso) dopo essere stato messo in salamoia, è chiamato chorogi.
Nella cucina francese, il suo tubero cotto viene spesso servito insieme a piatti chiamati japonaise o in stile giapponese.